# هالینا بیه‌لینسکا
هالینا بیه‌لینسکا (لهستانی: Halina Bielińska؛ ۱۴ اوت ۱۹۱۴ – ۱۳ اکتبر ۱۹۸۹) کارگردان فیلم و فیلم‌نامه‌نویس اهل لهستان بود.
از فیلم‌هایی که وی در آن‌ها نقش داشته‌است، می‌توان به فندق‌شکن اشاره نمود.
وی همچنین برندهٔ جوایزی همچون جشنواره فیلم کن ۱۹۵۹ شده‌است.